# Осада Джинджи
Осада Джинджи (сентябрь 1690 — 8 января 1698) началась, когда император Великих Моголов Аурангзеб назначил Зульфикара Али-хана навабом Карнааика и отправил его осаждать и захватывать форт Джинджи, который был разграблен и захвачен войсками Маратхской империи во главе с Раджарамом, они также устроили засаду и убили около 300 могольских соваров в Карнатике. Император Великих Моголов Аурангзеб приказал Гази уд-Дину хану Ферозе Джангу I защищать пути снабжения, ведущие к форту Джинджи, а также поддерживать и предоставлять подкрепления Зульфикару Али-хану, когда это было необходимо.
Рани Мангаммал из династии Мадурайских наяков сыграл ключевую роль в оказании помощи Зульфикару Али Хану.
Осада Джинджи, также была самой длинной осадой армии Великих Моголов в истории, она длилась в течение 8 лет.

## Предыстория
Сам форт Джинджи находился под контролем Адил-шахов Биджапура с 1649 года. Пока в 1677 году маратхский лидер Шиваджи разгромил войска Биджапура и не захватил форт Джинджи. Сам форт был выбран в качестве укрытия для лидера маратхов Раджарама и его союзников Сантаджи Горпаде и Дханаджи Джадхава.
Император Великих моголов Аурангзеб отправил Зульфикара Али Хана осадить и захватить хорошо укрепленный форт Джинджи.
Но осада форта была нелегкой задачей. Он занимал площадь 7 км² (2,7 кв. М), а его стены были высотой 30 футов и толщиной 66 футов. Он поднят на высоту 800 футов (240 м) и защищен рвом шириной 80 футов (24 м). Внутри форта находились три очень важных холма и большой пруд с пресной водой.

## Окружение форта Джинджи
Сразу же после окружения форта в 1690 году, со своими могольскими соварами и замбуреком, Зульфикар Али-хан поставил Сварупа Сингха и молодого Мехбуб-хана (тамильского мусульманина по прозвищу Маавутукаран) командовать сипаями. Дауд-хан был назначен Мир Атишем или ведущим артиллеристом 60 пушек, размещенных в разных местах. Фатх Мухаммад был ведущим командиром реактивной артиллерии, состоящей из 50 человек. Были завербованы мусульманские маппилы и тамилы, установлены хорошие отношения с Али раджой Али II.
Затем Зульфикар Али-хан приказал маратхам сдаться, но Раджарам отказался, и бомбардировки начались, но без особого успеха. Отчаянно стремясь к быстрой победе, Зульфикар Али-хан приложил все усилия, чтобы собрать людей, боеприпасы и деньги для успешной войны с ними. Он даже вступил в союз с английским губернатором форта Сент-Джордж Элайху Йелем.
В ближайшие годы Зульфикар Али Хан попытается прорвать стены с ограниченными ресурсами, ему удалось защитить торговые пути и установить контакт с Гази уд-Дином ханом Ферозом Джангом I. Он защищал близлежащих землевладельцев и возглавил четыре массированных нападения на маратхов внутри форта. Однако большая часть его внимания была сосредоточена на окрестностях форта, и он постоянно ожидал и правильно предсказывал засады маратхов вместо того, чтобы осаждать сам форт.
К Зульфикару Али-хану ненадолго присоединился сын Аурангзеба принц Мухаммад Кам Бакш. Однажды, когда могольские лагеря вокруг форта Джинджи были окружены маратхскими повстанцами, он решил дезертировать, его планы были сорваны, и он был закован в цепи и заключен в ров, который был покрыт палаткой Зульфикара Али-хана, которому удалось изгнать бродячих маратхов со спичечными замками. Затем Зульфикар Али-хан написал письмо императору Великих Моголов о предательстве своего сына, а Аурангзеб послал своего доверенного визиря Асад-хан, чтобы вернуть принца Мухаммада Кам Бакша. Асад-хан прибыл с лучшим оружием, экипажами и тысячами подкреплений. Когда принц Мухаммад Кам Бакш был приведен в цепях к Аурангзебу, император Великих Моголов чуть не обезглавил его, но Аурангзеба удержали мольбы его собственной дочери Зинат-ун-ниссы.
Правительница Мадурая Рани Мангаммал поняла, что отступник Раджарам окопался в Джинджи и намеревался атаковать Танджавур и Мадурай, если армия Великих Моголов отступит. Мангаммал вскоре признала Аурангзеба своим сюзереном и начала помогать Зульфикар Али-хану атаковать форт.
Затем Зульфикхар Али Хан основал базу в Вандиваше. В 1697 году он вывел 18 000 человек из своего лагеря (8000 соваров и 10 000 сипаев), чтобы сразиться с собирающимися силами маратхов в Танджавуре, посланными Шиваджи II и Рамчандрой Пант Аматьей и, возможно, с помощью мадурайских наяков, состоящих из более чем 40 000 человек, с целью снять осаду форта Джинджи. Зульфикар Али Хан и его значительно меньший батальон затем разбили плохо оснащенные силы маратхов и выбили их из Танджавура.
Поскольку Зульфикар Али-хан не часто получал помощь и припасы от моголов, он начал добывать продовольствие в сельской местности, чтобы возместить свои потери. В 1697 году Раджарам предложил переговоры, но Аурангзеб приказал Зульфикару Али-хану начать нападение. Зульфикар Али Хан вернулся, он предпринял усилия, чтобы нанять европейских артиллеристов, а затем возглавил свой последний четвёртый штурм форта Джинджи в 1698 году. Армия Великих Моголов били по стенам пушечным огнем, что в итоге позволило им взобраться на стены и захватить нижние цитадели, которые были вооружены пушками, обстреливавшими высшую цитадель. После тяжелых бомбардировок моголы захватили высшую цитадель. Зульфикар Али хан захватил четырёх жен Раджарама, трех сыновей и двух дочерей, а сам Раджарам бежал.

## Последствия
Согласно сообщениям Великих Моголов, Зульфикар Али Хан назвал форт Джинджи «Нусратгарх» после его захвата, но осужденный лидер маратхов Раджарам каким-то образом сбежал ранее во время осады, вызвав большое беспокойство у Зульфикара Али Хана. Однако правление Великих Моголов в Джинджи в конечном итоге проложило путь к созданию навабства Карнатика и султаната Майсур.
Но, согласно индуистским рассказам, именно благодаря усилиям Сварупа Сингха из Бунделы моголы добились успеха. Император Великих Моголов Аурангазеб сам предоставил Сварупу Сингху должность Мансабдара 2500 и дал ему полное командование и управление фортом Джинджи в 1700 году. Но после того, как Савруп Сингх умер от старости в 1714 году, его недавно прибывший сын Де Сингх получил командование в соответствии с официальным фирманом от императора Великих Моголов Джахандар-шаха. Мухаммед Саадатулла-хан I счел этот поступок возмутительным. Он лично подошел к форту Джинджи с 18-тысячным войском, убил Де Сингха и объявил себя администратором форта Джинджи.